# Genesi di Vienna
Il codice della Genesi di Vienna (Vienna, Österreichische Nationalbibliothek), contrassegnato dalla lettera L (Ralphs), è un manoscritto miniato, realizzato probabilmente in Siria nella prima metà del VI secolo. Mutilo ma ben conservato è uno dei più antichi codici biblici miniati superstiti.

## Descrizione
Il testo è un frammento del Libro della Genesi nella traduzione greca septuaginta. Ci sono pervenuti soltanto ventiquattro folio, ciascuno miniato nelle quattro partizioni di pagina. Si pensa che il codice fosse in origine composto da novantasei fogli e quasi quattrocento illustrazioni. È scritto in onciale con inchiostro d'argento su pergamena di vitello tinta di un ricco viola, quella stessa tonalità di porpora che veniva utilizzata anche per tingere i tessuti imperiali. Un espediente destinato a rendere più prezioso il volume agli occhi dei facoltosi destinatari e già in diffuso forse nel IV secolo, come lo documentano le reprimende di Girolamo.
Il testo presenta spesso abbreviazioni e le lettere iniziali iota e ypsilon portano le dieresi.

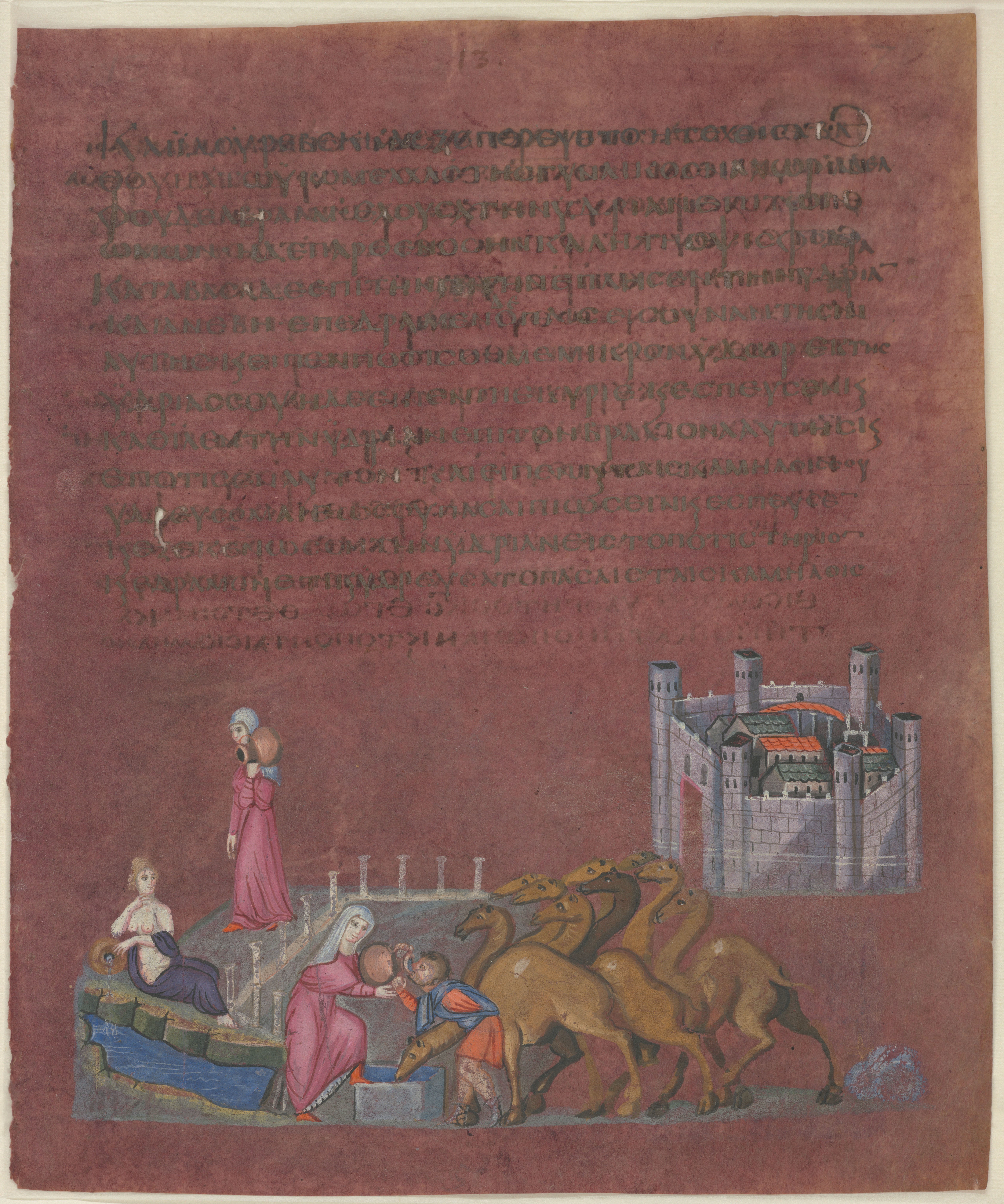
Rebecca e Eliezer al pozzo, f 7r.

L'utilizzo di un inchiostro a base di argento ha determinato una parziale corrosione delle pagine. L'effetto era già noto dal 1664, anno in cui il manoscritto fu acquisito dalla biblioteca imperiale austriaca. Dal 1875 i fogli miniati furono conservati tra lastre di vetro; nel 1975 si decise di trattarli con una resina per pergamene a base di acido acetico e poi furono incapsulati tra lastre di vetro acrilico. Tra aprile 2016 e maggio 2019 la biblioteca ha attivato un programma di analisi per la conservazione del manoscritto.
Le illustrazioni sono rese in uno stile naturalistico comune nella pittura romana di quel periodo e sono in un formato intermedio tra le dimensioni che si possono trovare nei volumina e quelle più tarde presenti nei codici. Ogni raffigurazione è dipinta alla base di una singola pagina con illustrazioni talvolta racchiuse in una incorniciatura, talvolta lasciate libere.

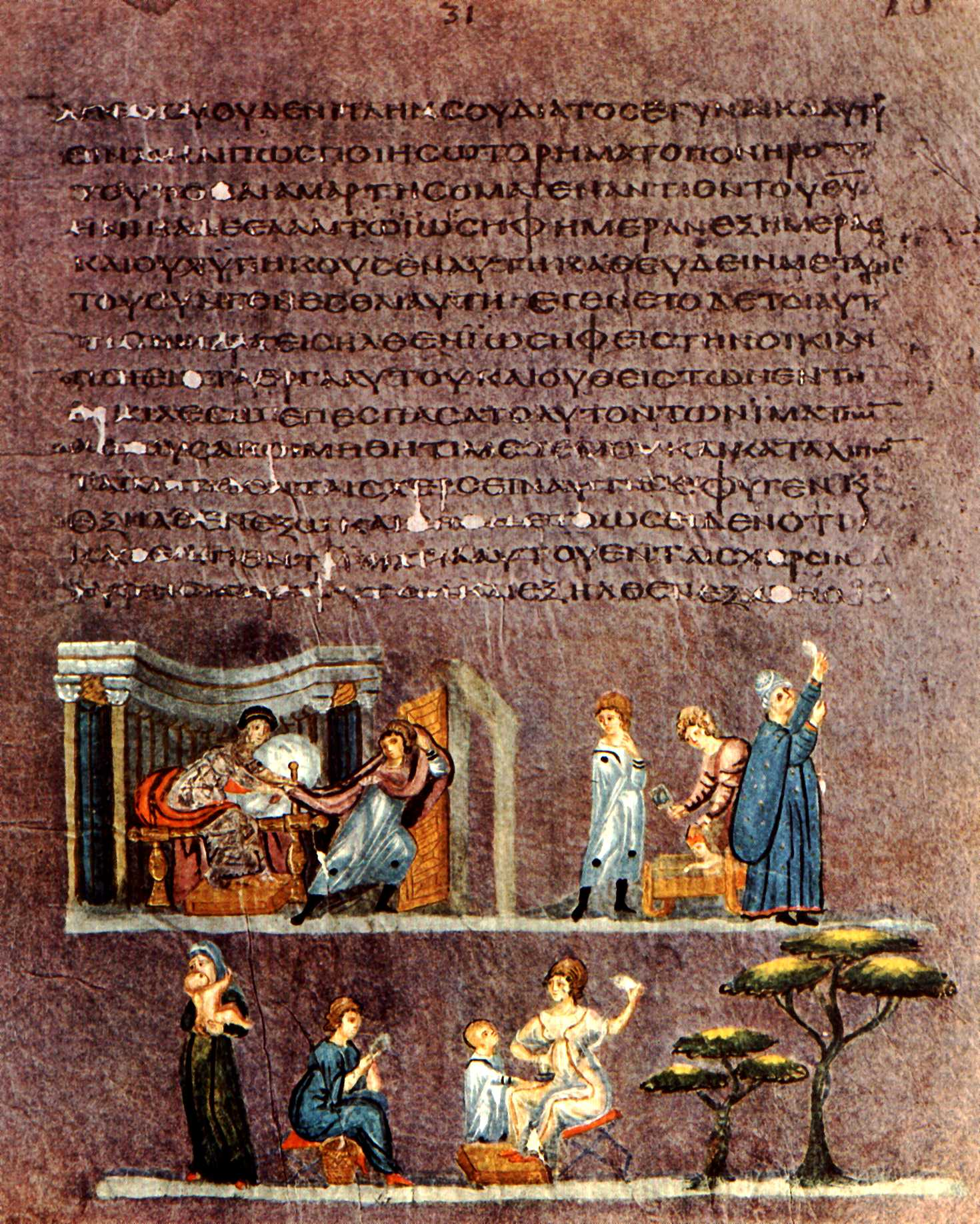
Giuseppe e la moglie di Potifarre.

È da notare che all'interno di una singola tavola possono trovarsi due o più episodi di una storia, in questo modo lo stesso personaggio può venire rappresentato più volte all'interno di una illustrazione. Un espediente di narrazione continua tipica del mondo antico. Per esempio Rebecca è mostrata due volte nella scena del pozzo, dapprima portando un'anfora verso il fiume e poi mentre offre l'acqua al servo Eliazer e ai cammelli. È anche interessante in questa vignetta la personificazione del fiume nella figura allegorica di una donna seminuda che alimenta il corso d'acqua versandone da una sua giara. Ancora più ricca di dettagli e iterazioni è la storia di Giacobbe che si snoda su una strada ripiegata come una U distesa dove si ripete per tre volte il gruppo delle mogli montate sui loro asinelli seguite dai servi e quattro volte la figura del patriarca due delle quali con l'angelo con cui deve lottare.
Si suppone che all'opera abbiano contribuito più pittori, probabilmente da sei a otto.
Molti elementi iconografici si riferiscono a eventi e persone non menzionate nel testo biblico originale della Genesi, come la raffigurazione di un'indovina nelle storia di Giuseppe. Si suppone che derivino da elaborazioni leggendarie delle storie o da commentari ebraici sul testo. Altresì alcune carenze nei dettagli dei costumi e discrepanze tra il testo e le rappresentazioni hanno portato molti storici a ritenere che il codice sia stato copiato da un modello più antico, probabilmente un rotolo.
Il Genesi di Vienna è stato prodotto certamente nello stesso periodo di altri codici purpurei come il Codex Rossanensis e il Codex Sinopensis.